# Elias Ymer
Elias Ymer (Skara, 10 april 1996) is een Zweeds tennisser. In zijn carrière won hij vier challenger-toernooien in het enkelspel en stond hij eenmaal in de finale van een ATP-toernooi in het dubbelspel, die hij ook won.

## Palmares
| Legenda                       | Legenda               |
| ----------------------------- | --------------------- |
| Grand Slam                    |                       |
| Olympische Spelen             |                       |
| tot 2009                      | vanaf 2009            |
| Tennis Masters Cup            | ATP Finals            |
| ATP Masters Series            | ATP Tour Masters 1000 |
| ATP International Series Gold | ATP Tour 500          |
| ATP International Series      | ATP Tour 250          |

### Enkelspel
| Nr.                  | Datum            | Toernooi      | Ondergrond    | Tegenstander in finale  | Score    |
| -------------------- | ---------------- | ------------- | ------------- | ----------------------- | -------- |
| Gewonnen challengers |                  |               |               |                         |          |
| 1.                   | 14 juni 2015     | Caltanissetta | Gravel        | Bjorn Fratangelo        | 6-3, 6-2 |
| 2.                   | 17 juni 2016     | Barletta      | Gravel        | Adam Pavlásek           | 7-5, 6-4 |
| 3.                   | 20 augustus 2017 | Cordenons     | Gravel        | Roberto Carballés Baena | 6-2, 6-3 |
| 4.                   | 12 november 2017 | Mouilleron    | Hardcourt (i) | Yannick Maden           | 7-5, 6-4 |

### Dubbelspel
| Nr.                          | Datum           | Toernooi      | Ondergrond    | Partner     | Tegenstanders in finale  | Score    |         |
| ---------------------------- | --------------- | ------------- | ------------- | ----------- | ------------------------ | -------- | ------- |
| Gewonnen finales herendubbel |                 |               |               |             |                          |          |         |
| 1.                           | 23 oktober 2016 | ATP Stockholm | Hardcourt (i) | Mikael Ymer | Mate Pavić Michael Venus | 6-1, 6-1 | details |

## Resultaten grandslamtoernooien
| Legenda | Legenda                          |
| ------- | -------------------------------- |
| g.t.    | geen toernooi gehouden           |
| l.c.    | lagere categorie                 |
| –       | niet deelgenomen                 |
| G       | uitgeschakeld in de groepsfase   |
| 1R      | uitgeschakeld in de eerste ronde |
| 2R      | uitgeschakeld in de tweede ronde |
| 3R      | uitgeschakeld in de derde ronde  |
| 4R      | uitgeschakeld in de vierde ronde |
| KF      | uitgeschakeld in de kwartfinale  |
| HF      | uitgeschakeld in de halve finale |
| F       | de finale verloren               |
| W       | het toernooi gewonnen            |
| w-v     | winst/verlies-balans             |

### Enkelspel
| grandslamtoernooien  |      |     |      |      |      |      |    |
| Australian Open      | 1R   | –   | –    | 1R   | –    | –    | 1R |
| Roland Garros        | 1R   | –   | –    | 2R   | –    | –    |    |
| Wimbledon            | 1R   | –   | –    | –    | –    | g.t. |    |
| US Open              | 1R   | –   | –    | –    | –    | –    |    |
| ATP Masters 1000     |      |     |      |      |      |      |    |
| Indian Wells         | –    | –   | 1R   | –    | 1R   | g.t. |    |
| Miami                | –    | 1R  | –    | –    | –    | g.t. |    |
| Monte Carlo          | –    | –   | –    | –    | –    | g.t. |    |
| Madrid               | –    | –   | –    | –    | –    | g.t. |    |
| Rome                 | –    | –   | –    | –    | –    | –    |    |
| Montreal/Toronto     | –    | –   | –    | –    | –    | g.t. |    |
| Cincinnati           | –    | –   | –    | –    | –    | –    |    |
| Shanghai             | –    | –   | –    | –    | –    | g.t. |    |
| Parijs               | –    | –   | –    | –    | –    | –    |    |
| olympisch            |      |     |      |      |      |      |    |
| Olympische Spelen    | g.t. | –   | g.t. | g.t. | g.t. | g.t. |    |
| statistieken         |      |     |      |      |      |      |    |
| totaal aantal titels | 0    | 0   | 0    | 0    | 0    | 0    | 0  |
| eindejaarsranking    | 136  | 160 | 144  | 115  | 176  | 205  |    |